# St. Maternus (Altenahr-Altenburg)

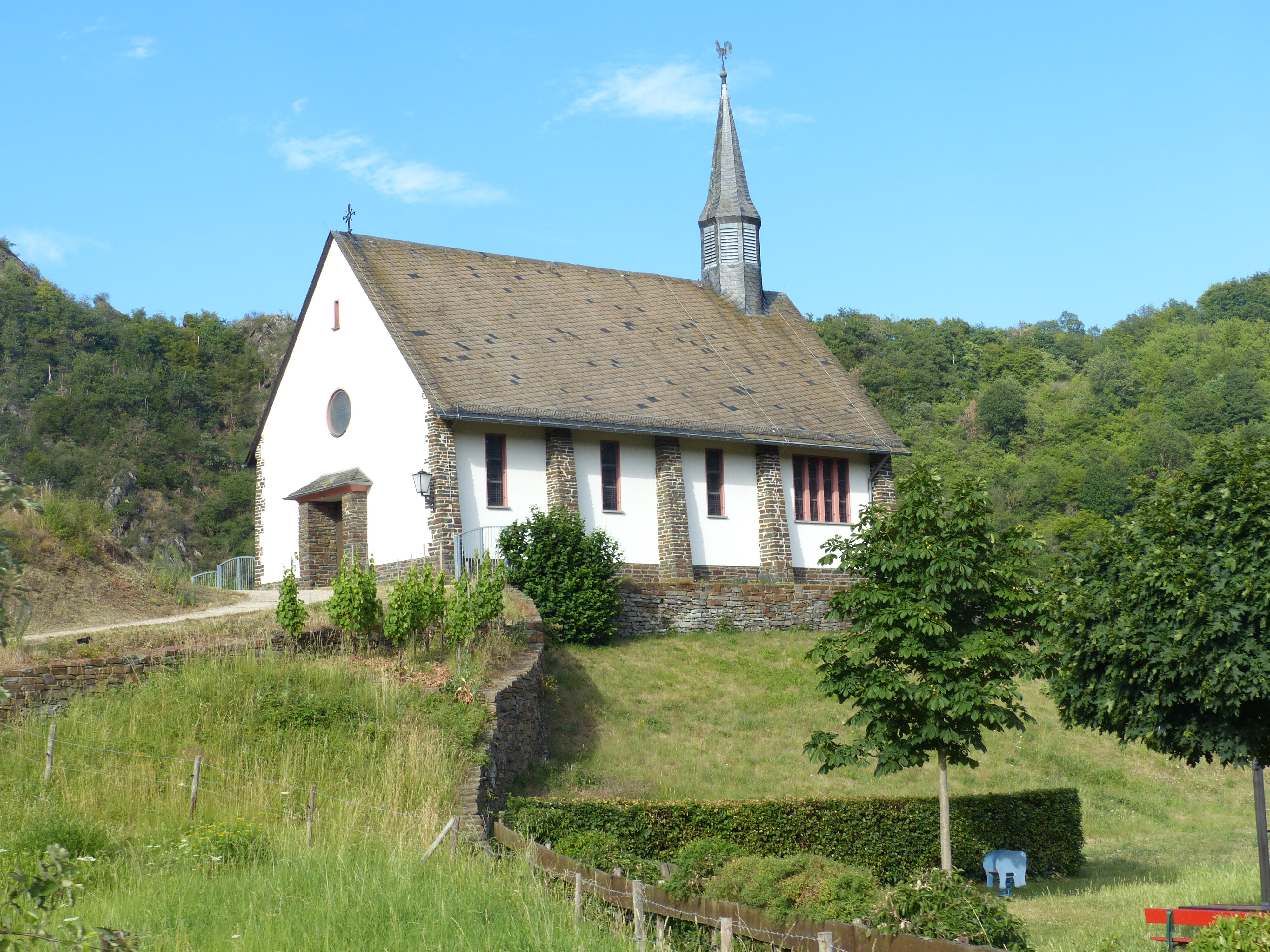
Sankt Maternus-Kapelle in Altenahr-Altenburg

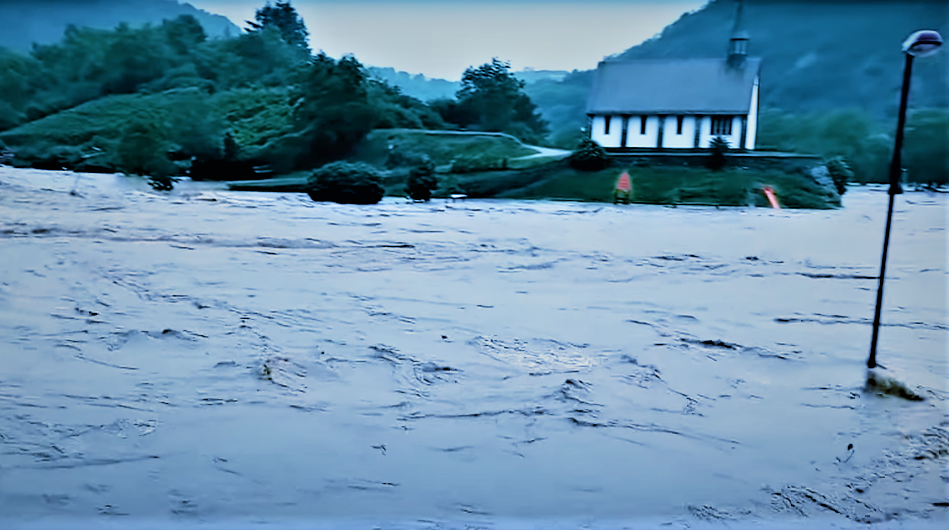
Sankt Maternus-Kapelle beim Hochwasser in West- und Mitteleuropa 2021.

Die römisch-katholische St.-Maternus-Kapelle befindet sich in Altenahr-Altenburg. 

## Beschreibung
Die Kapelle wurde nach Entwürfen von Oberbaurat a. D. Pelegrini aus Hannover erbaut. K. P. Bohr aus Trier entwarf die Innenarchitektur. Am 24. Oktober 1962 wurde die Kapelle geweiht. Die Kapelle hat einen Altartisch aus Ettringer Tuff. Ein Konturenmosaik des St. Maternus schmückt die Wand links hinter dem Altartisch. Ein Kirchenfenster im Chorraum zeigt die Symbole der vier Evangelisten. Vier restaurierte Holzfiguren aus dem 18. Jahrhundert schmücken die Kapelle: St. Maternus, Maria, St. Josef und St. Antonius von Padua. Die Figuren hatten bis 1944 in der alten Kapelle gestanden. Die Holzfigur des Kapellenpatrons stammt aus der ehemaligen Maternuskapelle auf dem Gieretsberg. Die Kirchenfenster wurden 1998 von der Kunstglaserei Jürgen Maur aus Ahrweiler angefertigt. Im Juli 2021 wurde die Kapelle vom Hochwasser in West- und Mitteleuropa 2021 schwer getroffen.

## Geschichte
Eine erste Maternuskapelle aus dem Jahr 1684 stand auf dem Gieretsberg. Auf Landkarten aus der Zeit um 1800 ist die Maternuskapelle eingezeichnet. Teile der Fundamentmauern sind noch heute auf dem Gieretsberg zu finden. Nachdem die Maternuskapelle auf dem Gieretsberg wegen Baufälligkeit unbenutzbar geworden war, wurde die 1824 erbaute Dorfkapelle zu Altenburg dem hl. Maternus geweiht. Sie befand sich in Höhe der Kreuzberger Straße 32, an der Einmündung der Dorfstraße in die Kreuzberger Straße. Diese Kapelle war ein einfacher Bruchsteinbau, die 8,70 m lang und 4,70 m breit war. Im Innern stand der steinerne Altartisch aus dem um 1769 erbauten Vorgängerbau (Fachwerkbau auf Bruchsteinfundament), der vom Hochwasser von 1804 zerstört worden war. In der Bildnische über dem Tabernakel war eine Holzfigur des hl. Maternus, flankiert von den Statuen der hl. Barbara und des hl. Antonius von Padua. Neben dem Altar an der Wand stand eine Holzfigur der Maria aus dem 18. Jahrhundert. 1944 wurde die Dorfkapelle zerstört. Ein Basaltstein mit der Inschrift „Standort der Dorfkapelle 1824–1944“ und ein Relief der alten Kapelle befinden sich am ehemaligen Standort.